# Lev Nikolaevič Oborin
Lev Nikolaevič Oborin (in russo Лев Николаевич Оборин?; Mosca, 11 novembre 1907 – Mosca, 5 gennaio 1974) è stato un pianista russo.
La sua famiglia cambiò residenza più volte durante la sua infanzia, finché nel 1914 si stabilì a Mosca, dove Oborin iniziò a studiare presso una scuola di musica con Elena Gnesin, allieva di Ferruccio Busoni. Nello stesso periodo si dedicò agli studi di composizione con Aleksandr Tichonovič Grečaninov.
Nel 1921 fu ammesso al conservatorio di Mosca come studente di pianoforte e composizione, completando gli studi nel 1926. In quell'anno giunsero a Mosca notizie riguardo ad un concorso pianistico dedicato a Fryderyk Chopin, il quale si sarebbe dovuto tenere l'anno successivo a Varsavia: il suo insegnante di pianoforte, Konstantin Igumnov, subito pensò di spingere Oborin a parteciparvi.
Nella prima edizione del Concorso pianistico internazionale Frédéric Chopin nel 1927 ottenne, a dispetto della giovanissima età, il primo posto. L'ottenimento del primo premio al concorso aprì la strada per una lunga carriera, dapprima in Polonia e Germania, poi prevalentemente in Russia, dove ottenne anche una cattedra per l'insegnamento presso il conservatorio di Mosca.
Tra il 1941 e il 1963 Oborin ebbe intensa attività concertistica con un trio formato insieme al violinista David Oistrakh e al violoncellista Svjatoslav Nikolaevič Knuševickij.
Oborin fu insegnante di molti pianisti tra i quali Vladimir Ashkenazy, vincitore del secondo premio al concorso Chopin nel 1955 e Ekaterina Georgievna Novickaja, prima donna vincitrice nel 1968 del 'Concours Reine Elisabeth' di Bruxelles.